# ألعاب الدول الصغيرة الأوروبية 1993
عقدت ألعاب الدول الصغيرة الأوروبية 1993 في جمهورية مالطا في الفترة من 25 مايو إلى 29 مايو.

## الرياضات
- ألعاب القوى.
- كرة السلة.
- ركوب الدراجات.
- الجودو.
- الرماية.
- السباحة.
- التنس.
- كرة الطائرة

## جدول الميداليات
الجدول التالي يوضح أسماء الدول وعدد الميداليات التي حصلت عليها كل دولة:
| الترتيب | منتخب      | ذهبية | فضية | برونزية | المجموع |
| ------- | ---------- | ----- | ---- | ------- | ------- |
| 1       | أيسلندا    | 36    | 17   | 15      | 68      |
| 2       | قبرص       | 26    | 23   | 22      | 71      |
| 3       | لوكسمبورغ  | 8     | 14   | 10      | 32      |
| 4       | موناكو     | 7     | 13   | 10      | 30      |
| 5       | مالطا      | 4     | 7    | 21      | 32      |
| 6       | ليختنشتاين | 4     | 2    | 7       | 13      |
| 7       | سان مارينو | 2     | 6    | 5       | 13      |
| 8       | أندورا     | 0     | 5    | 10      | 15      |